# 西安路街道 (大连市)
西安路街道，是中华人民共和国辽宁省大連市沙河口区下辖的一个乡镇级行政单位，2019年12月由原兴工街道的泉涌社区、永吉社区、兴新社区、兴盛社区、兴社社区、如意社区6个社区（含大连机车厂）与原中山公园街道合并而成。

## 行政区划
西安路街道下辖以下地区：
天兴社区、永联社区、民权社区、长江社区、民兴社区、至诚社区、永顺社区、黄河社区、兴新社区、兴社社区、兴盛社区、如意社区、永吉社区和泉涌社区。